# 井口喜一
井口 喜一（いぐち きいち　1957年11月24日 - ）は日本の映画プロデューサー、テレビプロデューサー。

## 来歴・人物
東京都出身。日活テレビ映画芸術学院年卒業。国学院大学法学部二部卒業。1979年から東映東京撮影所の制作部としてテレビ映画を中心に活動Ｇカンパニー、テレパック、ホリプロを経て1990年から共同テレビジョンへ移籍。映画部部長、ジェネラルプロデューサーを務める。1991年映画『幕末純情伝』にて渡辺謙の制作担当。2017年よりジャンゴフィルムにてプロデュース業務。

## 作品一覧

### 劇場映画
- 破線のマリス　(1999年)[1]
- 世にも奇妙な物語 映画の特別編 　(2000年)[1]
- 子ぎつねヘレン　(2005年)[1]
- 椿山課長の七日間　(2006年）[1]
- アジアンタムブルー　(2006年）[1]
- 子宮の記憶　(2007年)[2]
- キサラギ　(2007年)[2]
- ラストラブ　(2007年)
- 守護天使　(2009年)[1]
- ぼくとママの黄色い自転車　（2008年）[1]
- 沈まぬ太陽　（2009年)[2]
- 僕らのワンダフルデイズ　(2009年)
- 交渉人 the movie　(2009年)[1]
- きなこ〜見習い警察犬　(2010年)[1]
- 恋するナポリタン　世界で一番おいしい愛され方　(2011年)[1]
- ウタヒメ　彼女たちのスモーク・オン・ザ・ウォーター　(2012年)[2]
- でーれーガールズ　(2015年)[2]
- アパレルデザイナー　(2020年)[2]

### TVドラマ
- BLACK OUT　(1995年)
- 炎の消防隊　(1996年)
- 名探偵由利麟太郎　蝶々殺人事件　(1997年）
- 姑は名探偵　芹澤雅子　（1997年）
- けろりの道頓　（1999年）
- 輝ける瞬間～コンバットカメラマン　（1999年）
- 宝石調査員　九条薫 (2000年）
- 科学捜査研究所・文書鑑定の女　（2002年）
- 恋愛偏差値　（2002年）
- 美女か野獣　（2003年）
- 疑惑　（2003年）
- キソウの女・刑事部機動捜査隊　（2003年）
- ハコイリムスメ！　（2003年）
- 科学捜査研究所・文書鑑定の女２　（2004年）
- 金曜エンタテイメント「寸劇刑事」　（2004年）
- キソウの女２・刑事部機動捜査隊　（2005年）
- 百鬼夜行抄　（2007年)
- ゆりちかへ～ママからの伝言～　(2013年)
- 第一回ドラマ甲子園　青山ななみ「十七歳」　(2014年)
- 第二回ドラマ甲子園　丸山美海「なんでやねん受験生」　(2015年)
- 人形佐七捕物帖　(2016年)
- 第四回ドラマ甲子園　栗林由子「青い鳥なんて」　(2017年)　協力プロデューサー
- 忘れる前に想いだしてほしい　(2017年)
- 日曜THEリアル！『陛下と雅子さま　知られざる笑顔の物語』(2019年)　協力プロデューサー
- 妙高のたからもの　(2022年１月）
- ホテルマン東堂克生の事件ファイル～八ヶ岳リゾート殺人事件（2022年1月)